# Кармазин Віктор Віталійович
Кармазин Віктор Віталійович (нар. 4 грудня 1936, Дніпропетровськ) — український і російський вчений у галузі збагачення корисних копалин, доктор технічних наук, професор. Дійсний член Російської академії природничих наук та Міжнародної інженерної академії. Професор кафедри збагачення корисних копалин Московського гірничого університету. Син Віталія Івановича Кармазина.
Область наукових інтересів: магнітні, електричні та спеціальні методи збагачення.
Учасник проекту Мала гірнича енциклопедія.

## Наукові праці
- Магнитные и электрические методы обогащения [Text]: учеб.по спец."Обогащение полез.ископаемых" / Кармазин Виктор Витальевич, Кармазин Виталий Иванович. — М. : Недра, 1988. — 303 с. : ил. ; 22 см — ISBN 5247001699
- Магнитная регенерация и сепарация при обогащении руд и углей /В. В. Кармазин, В. И. Кармазин, В. А. Бинкевич. — М. : Недра, 1968. — 198 с.
- В. В. Кармазин. Магнитные, электрические и специальные методы обогащения полезных ископаемых. — М. — 2002.